# Boomerang (Latinoamérica)
Boomerang fue un canal de televisión por suscripción infantil latinoamericano de origen estadounidense, el cual fue lanzado el 2 de julio de 2001 y fue operado por WarnerMedia Latin America.
El 1 de diciembre de 2021, Boomerang cerró sus transmisiones, siendo reemplazado por Cartoonito.

## Historia
Los orígenes de Boomerang se remontan a 1993, cuando era un bloque de Cartoon Network compuesto principalmente de animaciones clásicas de Hanna-Barbera. Este fue uno de los primeros bloques programáticos que tuvo Cartoon Network cuya idea era de albergar toda la animación clásica que tenía el canal principalmente para el horario nocturno.
El 2 de julio de 2001, Turner decide lanzar a Boomerang como un canal propio para Latinoamérica con el propósito de retirar toda la animación clásica de Cartoon Network.
Su enfoque de audiencia inicial era el público adulto al igual que las demás variantes internacionales del canal, los cuales presentaban una variada selección de caricaturas de las décadas de 1960 a 1980, la mayoría de ellas de Hanna-Barbera. El canal tuvo una fiesta de lanzamiento en la sede técnica de Turner en Atlanta donde participó el dibujante Iwao Takamoto, quien ha trabajado por Hanna-Barbera por mucho tiempo. Las series emitidas en el canal ya no tenían cabida en Cartoon Network, debido a su cambio programático orientado hacia series nuevas. Se lanzó como señal panregional, calibrado al horario de Buenos Aires.
El 3 de abril de 2006, Boomerang fue relanzado tras no cumplir con las expectativas de Turner y cambiando su enfoque al público infantil, juvenil y adulto con programas preescolares, series de comedia, películas, anime y animación clásica. El canal ahora tenía enfoque tanto en niños como en adolescentes, centrado en cuatro bloques temáticos: bloque preescolar por la mañana, bloque juvenil por la tarde, bloque de películas para el fin de semana y bloque de clásicos por la madrugada. De cara a este cambio, a escasos días del inicio del nuevo formato, firma un contracto con la distribuidora argentina Telefe Internacional para emitir a la quinta temporada de Chiquititas y la novela infantil Rincón de Luz, ambas de Cris Morena. Con el cambio, el canal estaba más inclinado a emitir contenido de terceros.
En junio de 2008, Turner decidió retirar toda la animación clásica de Boomerang, cambiando su enfoque hacia el público juvenil y adolescente. Los clásicos de Hanna-Barbera fueron relegados a Tooncast.
En 2013, ya solo emitía repeticiones de series juveniles, la mayoría de ellas ya finalizadas como Pretty Little Liars, The Lying Game y The Carrie Diaries. Estas tres fueron trasladadas al canal Glitz, debido a que en los últimos meses no presentó novedades en su programación que estaba orientada al público adolescente.
El 4 de febrero de 2014, Ted Turner y Stuart Snyder anunciaron que todos los Boomerang deberían tener tanto animación clásica como moderna y así cambiar el enfoque del canal a la audiencia familiar.
El 1 de abril de 2014, después de 5 años de estar enfocado a las series juveniles, el canal reinicia su programación, trayendo una variedad de series animadas e infantiles. Las entregas contaron tanto contemporáneas como series clásicas que regresaron, las cuales son los Looney Tunes, LazyTown, Angelo Rules, Las Chicas Superpoderosas, Tres Espías Sin Límites, etc., ocasionando que los Live-Actions que quedaban, se hayan relegado a la madrugada. Así fue como abrió paso a una segunda época con animación tanto clásica como moderna.
Hasta el relanzamiento oficial del canal —el cual sucedió en septiembre de 2014— utilizó continuidades neutras y durante las tandas comerciales se emitieron publicidades de Cartoon Network, incluyendo la campaña Basta de bullying. Algunas series juveniles seguían siendo promocionadas pese a ser emitidas en horario nocturno.
El 28 de septiembre de 2014, Boomerang fue relanzado completamente, estrenando nuevo logo, nuevas gráficas y volviendo a cambiar su enfoque dirigiéndose nuevamente al público infantil, sosteniendo las series agregadas los meses anteriores y sumándole nuevas. De esta manera, Boomerang Latinoamérica se convirtió en la primera señal a nivel global en ser relanzada a su nuevo público objetivo.
El 18 de octubre de 2014, Cartoon Network estrenó el bloque Club Boomerang, en donde se emiten series del nuevo Boomerang. Además, en Brasil, el operador de televisión por suscripción satelital SKY anunció que Boomerang volverá a formar parte de su grilla de canales.
El 3 de noviembre de 2015, se emiten nuevos anuncios de los programas y se estrenan nuevas cortinillas de inicio y fin de espacio publicitario, y nuevos bumpers donde aparecen los personajes de las series. Además, Club Boomerang ahora se emite de lunes a domingo en Cartoon Network.
El 2 de septiembre de 2016, el canal cambia su relación de aspecto a 16:9 en todas sus señales de definición estándar y comienza a transmitir la mayoría de su programación en formato panorámico. Al mismo tiempo, en Brasil, se empiezan a hacer pruebas de la señal en alta definición del canal vía satélite.
El 16 de febrero de 2017, se lanza la señal en alta definición de Boomerang para toda la región, siendo VTR el primer operador en adquirir dicha señal.
El 4 de febrero de 2019, Boomerang estrenó nuevas gráficas después de 4 años, similares a las de sus versiones en Europa pero con música diferente. 
El 1 de mayo de 2019, Boomerang retiró de su programación, algunas series clásicas de la videoteca de Warner Bros., Hanna-Barbera y MGM, siendo entre estas algunos clásicos como Looney Tunes, Tom y Jerry y Los Picapiedra, además de series no actuales basadas en las producciones clásicas de Warner Bros. como El show de los Looney Tunes, ¿Qué hay de nuevo Scooby-Doo? y ¡Scooby-Doo! Misterios S.A. (este cambio también afectó a sus canales hermanos Cartoon Network y Tooncast), enfocándose solamente en la emisión de nuevas series actuales producidas por Warner Bros. Animation, las cuales también son derivaciones de sus producciones clásicas. Estos cambios se deben a la reestructuración de WarnerMedia (propietaria de Turner Broadcasting System), que se viene realizando desde marzo de 2019.
El 9 de noviembre de 2021, Pablo Zuccarino, vicepresidente senior y gerente general de WarnerMedia Kids & Family Latinoamérica confirma el cese de transmisiónes del canal Boomerang en Latinoamérica, esto con el fin de traer a Latinoamérica la programación del canal de televisión británico Cartoonito, cuyo enfoque radica en espectadores en edad preescolar.
El 1 de diciembre de 2021, Boomerang cesó sus transmisiones y fue reemplazado por Cartoonito, luego de 20 años de emisiones, siendo Grizzy y los Lemmings el último programa en ser emitido.